# Jan Hennel

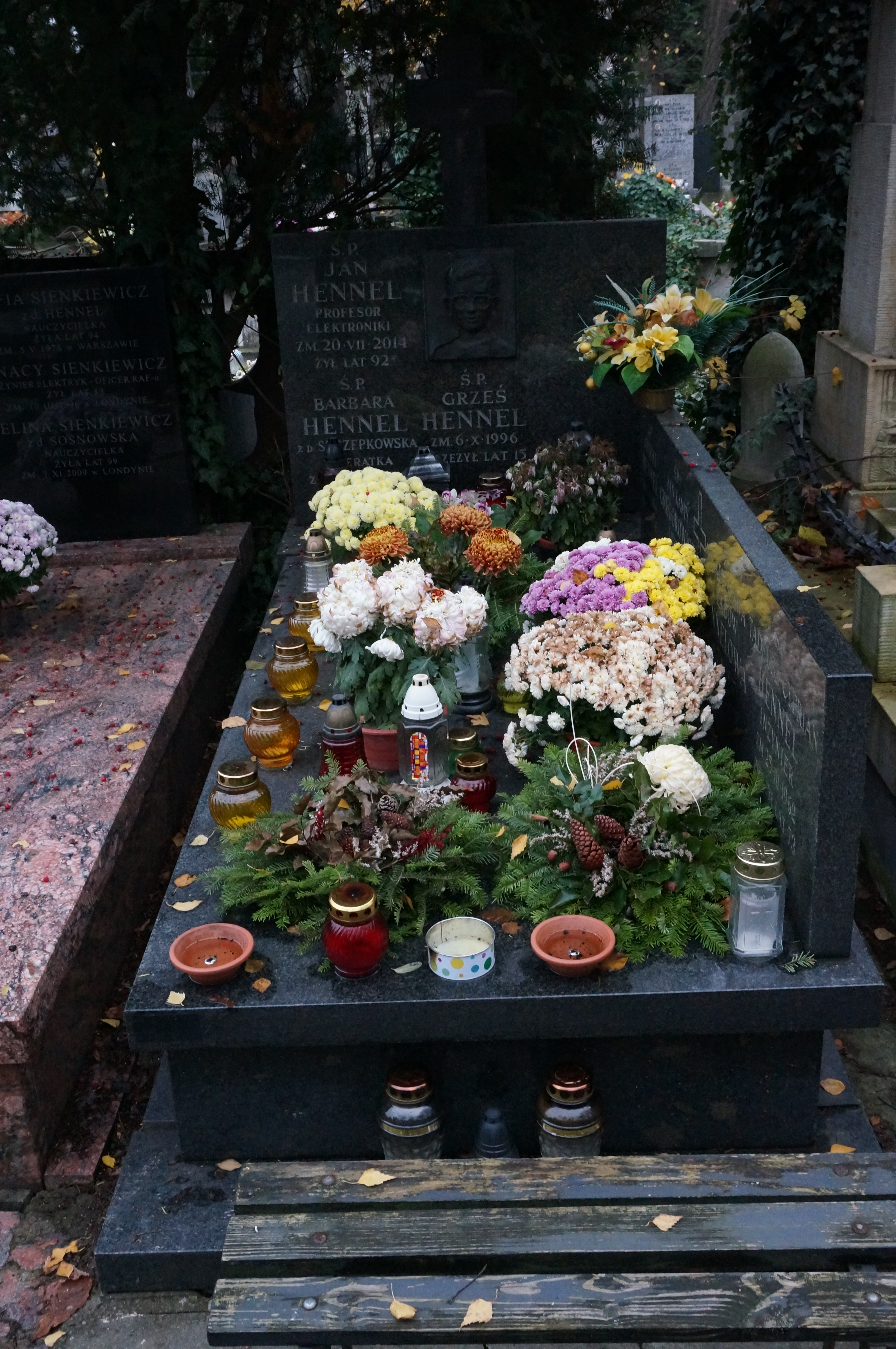
Grób Jana Hennela na Cmentarzu Powązkowskim

Jan Hennel (ur. 18 stycznia 1922 w Warszawie, zm. 20 lipca 2014 w Warszawie) – polski specjalista w zakresie elektroniki, prof. dr inż. nauk technicznych, profesor w Instytucie Technologii Elektronowej Politechniki Warszawskiej.

## Życiorys
Był synem Tadeusza Hennela. Po ukończeniu gimnazjum i liceum ogólnokształcącego został słuchaczem podziemnej Państwowej Wyższej Szkoły Technicznej w Warszawie. Ukończył studia na Wydziale Elektrycznym Politechniki Warszawskiej, uzyskując w 1948 tytuł magistra inżyniera z zakresu radiotechniki. W roku akademickim 1959/60 odbył 9-miesięczny staż naukowo-dydaktyczny w Stanford University i w Massachusetts Institute of Technology w Stanach Zjednoczonych. Stopień doktora nauk technicznych otrzymał w 1969 na Wydziale Elektroniki za rozprawę Prawa przepływu prądu elektronowego ograniczonego ładunkiem przestrzennym. W 1980 uzyskał tytuł profesora nadzwyczajnego.
Pracę zawodową rozpoczął, jeszcze jako student w 1945 w Państwowym Instytucie Telekomunikacyjnym, gdzie w 1948 został kierownikiem Pracowni Miernictwa Lampowego. Po ukończeniu studiów podjął równolegle pracę w Katedrze Radiotechniki Politechniki Warszawskiej jako asystent prof. Janusza Groszkowskiego. 
W 1953 został wraz z całym Zakładem Elektroniki PIT przeniesiony do Zakładów Wytwórczych Lamp Elektrycznych, gdzie pracował na stanowisku szefa działu w biurze konstrukcyjnym. W latach 1956–1962 był doradcą technicznym w Przemysłowym Instytucie Elektroniki w Warszawie. Od 1956 został pełnoetatowym nauczycielem akademickim – początkowo na stanowisku zastępcy profesora, od 1961 – starszego wykładowcy, od 1970 – docenta w Katedrze Przyrządów Elektronowych na Wydziale Elektroniki Politechniki Warszawskiej. Od 1980 pracował na stanowisku profesora w Instytucie Technologii Elektronowej (obecnie Mikroelektroniki i Optoelektroniki). W latach 1970–1978 kierował Zakładem Lamp Elektronowych, a w latach 1978–1982 kierował Zakładem Przyrządów Elektronopromieniowych i Mikrofalowych. Po przejściu na emeryturę w 1987, nadal pracował na ½ etatu do 1992, wykładał do 1995.
Specjalizował się w dziedzinie lamp elektronowych. Jest autorem 7 podręczników (w tym 3 współautorskich) i 5 skryptów oraz wielu artykułów naukowych, referatów konferencyjnych, opracowań encyklopedycznych.
Zmarł 20 lipca 2014 w Warszawie. Został pochowany na Cmentarzu Powązkowskim (R-II-26).

## Niektóre pełnione funkcje
- Prodziekan Wydziału Elektroniki i Technik Informacyjnych w latach 1971-1984.
- Zastępca Dyrektora Instytutu Technologii Elektronowej w latach 1970-1975.
- Kierownik Studium Doktoranckiego w latach 1984-1990.

## Odznaczenia i nagrody
- Złoty Krzyż Zasługi
- Medal Komisji Edukacji Narodowej (1976)
- Złota odznaka „Zasłużony dla Politechniki Warszawskiej”

Za autorstwo podręczników i monografii oraz osiągnięcia dydaktyczne otrzymał nagrody Ministra (1951, 1968, 1970, 1976, 1987).

## Wybrane publikacje
- Lampy elektronowe (Wydawnictwa Naukowo-Techniczne, Warszawa, 1966) kilkakrotnie wznawiane
- Lampy mikrofalowe (Wydawnictwa Naukowo-Techniczne, Warszawa, 1976)
- Podstawy elektroniki półprzewodnikowej (Wydawnictwa Naukowo-Techniczne, Warszawa, 1986; ISBN 83-204-0750-8)